# Halkerston Lodge
Die Halkerston Lodge, ehemals Midfield, ist eine Villa in der schottischen Ortschaft Inveresk in der Council Area East Lothian. 1971 wurde das Gebäude in die schottischen Denkmallisten in der höchsten Kategorie A aufgenommen.

## Geschichte
Die Villa wurde zwischen 1638 und 1642 für den Edinburgher Kaufmann John Rynd erbaut. Damit handelt es sich möglicherweise um das älteste erhaltene Gebäude Inveresks. Wahrscheinlich befand sich am selben Standort ein Vorgängerbauwerk, von welchem der Gewölbekeller in die Halkerston Lodge integriert wurde. Vor 1779 war das Gebäude als Midfield bekannt. In diesem Jahr erwarb Helenus Halkerston das Anwesen und benannte es nach seiner Person. 1960 wurde die Halkerston Lodge restauriert. Ausführender Architekt war Walter Schomberg Scott.

## Beschreibung
Die Halkerston Lodge liegt an der Inveresk Village Road im Ortszentrum unweit des Ostufers des Esk. Möglicherweise ist sie über einen Tunnel mit der nebenliegenden Inveresk Lodge verbunden. Das Gebäude weist einen quadratischen Grundriss auf. Die Fassaden sind mit sandfarbenem Harl verputzt. Die nordostexponierte Frontseite ist asymmetrisch aufgebaut und mit einem Zwerchgiebel gestaltet, der als Stufengiebel gearbeitet ist. Die daruntergelegene, zweiflüglige Eingangstüre wurde im Laufe des 19. Jahrhunderts mit einem gekehlten Gesimse verziert.
An der Südostseite schließt ein flacher Anbau mit Schleppdach an. Die Halkerston Lodge schließt mit einem für das Baujahr unüblichen Pyramidendach ab, das mit grauem Schiefer eingedeckt ist. An der Vorder- und Rückseite treten verschiedene Schleppdachgauben heraus. Wuchtige Kamine ragen von der Südost- und Nordwestseite auf. Ein weiterer, flacher Kamin tritt an der Dachspitze heraus. Der Innenraum entspricht großteils nicht mehr dem Originalzustand.